# Teehaus im Weißenburgpark

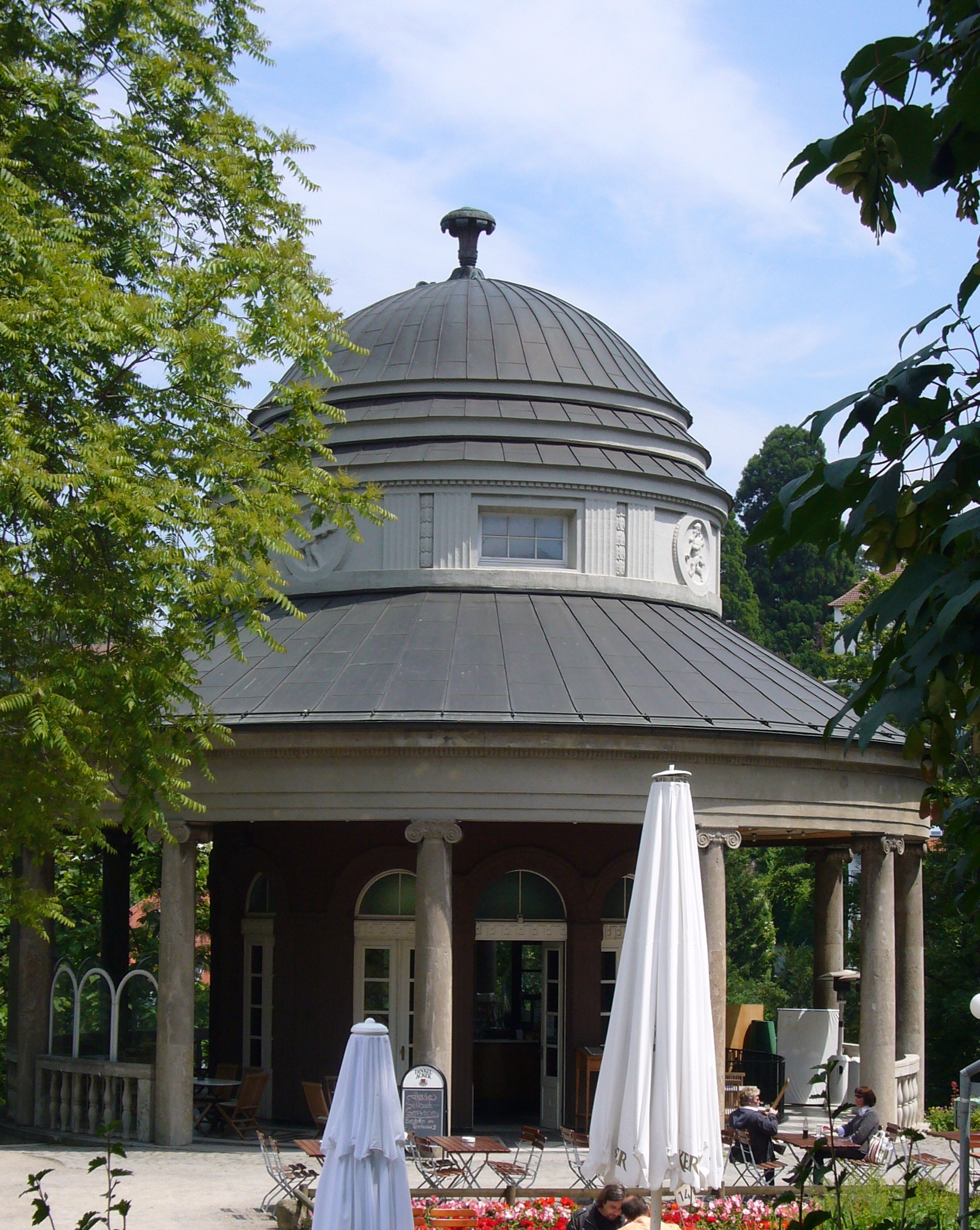
Teehaus im Stuttgarter Weißenburgpark

Das Teehaus im Weißenburgpark ist ein historischer Pavillon in Stuttgart, der Anfang des 20. Jahrhunderts errichtet wurde. Es befindet sich im Süden der Stadt und gehört zur Grünanlage des Weißenburgparks, die auf einem Hügel liegt. Das Teehaus ist heute ein beliebtes Ausflugsziel und Veranstaltungsort. 

## Geschichte
Der Weißenburgpark ist ein Ort, der auf eine bewegte Vergangenheit zurückblickt. Im Mittelalter befand sich hier die Weißenburg, eine der sieben Burgen, die den Talkessel von Stuttgart umgaben. Die Burg wurde im 13. Jahrhundert von Esslinger Truppen zerstört, nachdem Streitigkeiten über Zollrechte entlang der Handelsstraße nach Esslingen entbrannt waren. Danach blieb der Standort für Jahrhunderte unbebaut. 
1913 ließ der Industrielle Ernst von Sieglin auf dem Gelände das Teehaus errichten, ein Geschenk für seine Frau, die es für Teekränzchen mit ihren Freundinnen nutzte. Unterhalb des Teehauses baute Sieglin einen Tennisplatz und den Marmorsaal, ein prachtvoll ausgestattetes Domizil, das er für gesellige Abende nutzte.

## Architektur
Der Pavillon mit Rokoko-Deckengemälden und einer eleganten Säulenumrandung zeugt von einer Detailverliebtheit, die typisch für die Bauweise der damaligen Zeit ist. Ergänzt wird diese Harmonie durch die großzügige Terrasse mit Windschutzfenstern. 
Unterhalb des Teehauses befindet sich der Marmorsaal, der ursprünglich als luxuriöser Gesellschaftsraum konzipiert wurde.

## Nutzung
Heute dient das Teehaus als Restaurant und Ausflugslokal. Der Marmorsaal hat seine ursprüngliche Funktion als repräsentativer Raum nicht verloren. Er kann für private Feierlichkeiten, Hochzeiten oder öffentliche Konzerte gemietet werden.

## Sehenswürdigkeiten
- Aussichtsterrasse[1]
- Parkanlage[2]